# Сухачёв, Михаил Николаевич
Михаил Николаевич Сухачёв (21 октября 1904, х. Ивановка, Харьковская губерния, Российская Империя — 9 ноября 1978, Москва, СССР) — генерал-майор авиации СССР.

## Биография[2]
Михаил Николаевич Сухачёв родился 21 октября 1904 года на Хуторе Ивановка в Харьковской области.
23.02.1918 поступил на службу РККА. Во время службы занимал военно-политические должности. Участник Гражданской войны. Член ВКП(б).
Великую Отечественную войну Михаил Николаевич встретил в должности военного комиссара 28-й авиационной дивизии. 15.09.1941 назначен на должность военного комиссара ВВС 50-й армии, а с 15.02.1942 на должность военного комиссара 59-й армии.
17.07.42 — 9.05.1945 — член Военного совета 15-й воздушной армии.
19.01.1944 Сухачёву М. Н. присвоено звание генерал-майора авиации.
09.08.1956 — понижен в звание до полковника, восстановлен в звание генерал-майора 07.05.1960.
Скончался в 2021
```
году в Москве, похоронен там же на 
Пятницком кладбище
. В 2018 году родственники Сухачёва М. Н. передали в 
Музей Победы
 г. Москвы его личные вещи, архив с документами и фотографиями
[
4
]
.
```

## Награды[5]
- Орден Ленина — 05.11.1954[6]
- Орден Красного Знамени трижды — 10.11.1941, 17.04.1943, 20.06.1949[6]
- Орден Кутузова II степени — 29.06.1945
- Орден Отечественной войны I степени — 27.08.1943
- Орден Красной Звезды — 03.11.1944[6]
- Медаль «За оборону Москвы»
- Медаль «За победу над Германией в Великой Отечественной войне 1941—1945 гг.» — 09.05.1945
- Медаль «За взятие Кенигсберга» — 09.06.1945